# Hyposmocoma columbella
Hyposmocoma columbella — вид моли эндемичного гавайского рода Hyposmocoma.

## Распространение
Встречается на острове Молокаи.

## Синонимы
- Aphthonetus columbella (Walsingham, 1907)